# Trianoptiles
Trianoptiles es un género de plantas herbáceas con tres especies de la familia de las ciperáceas.

## Taxonomía
El género fue descrito por Fenzl ex Endl. y publicado en Genera Plantarum 113. 1836. La especie tipo es: Trianoptiles capensis (Steud.) Harv.

## Especies aceptadas
A continuación se brinda un listado de las especies del género Trianoptiles aceptadas hasta febrero de 2014, ordenadas alfabéticamente. Para cada una se indica el nombre binomial seguido del autor, abreviado según las convenciones y usos.
- Trianoptiles capensis (Steud.) Harv.
- Trianoptiles solitaria (C.B.Clarke) Levyns
- Trianoptiles stipitata Levyns